# Ruta Estatal de Arizona 88
La Ruta Estatal de Arizona 88, y abreviada SR 88 (en inglés: Arizona State Route 88) es una carretera estatal estadounidense ubicada en el estado de Arizona. La carretera inicia en el Oeste desde la US 60     en Apache Junction hacia el Este en la SR 188 . La carretera tiene una longitud de 73,5 km (45.67 mi).

## Mantenimiento
Al igual que las autopistas interestatales, y las rutas federales y el resto de carreteras estatales, la Ruta Estatal de Arizona 88 es administrada y mantenida por el Departamento de Transporte de Arizona por sus siglas en inglés ADOT.